# タカラヅカ・ライブ・ネクスト
株式会社タカラヅカ・ライブ・ネクスト（たからづからいぶねくすと）は、2020年に発足した、宝塚歌劇団卒業生の公演企画・制作やマネジメントを手掛ける会社。本社は大阪市北区茶屋町19-1にある。

## 所属アーティスト
- 音花ゆり
- 純矢ちとせ
- 藤咲えり
- 透水さらさ
- 笙乃茅桜
- 風馬翔